# Liste der Nummer-eins-Country-Hits in den USA (1948)
Dies ist eine Liste der Nummer-eins-Hits in den von Billboard ermittelten Most Played Juke Box Folk Records (Hillbillies, Spirituals, Cowboy Songs, Etc.) in den USA im Jahr 1948. Zusätzlich wurden ab dem 15. Mai 1948 wöchentlich die Best Selling Retail Folk Records erhoben, die auf den Verkaufszahlen ausgesuchter führender Plattenvertriebe mit Schwerpunkt Folkmusik basierten.  Diese Charts gelten als Vorgänger der 1958 eingeführten Hot Country Songs. In diesem Jahr gab es sieben Nummer-eins-Songs.

## Most Played Juke Box Folk Records
| ← 1947 ← | Liste der Nummer-eins-Country-Hits in den USA | Liste der Nummer-eins-Country-Hits in den USA | Liste der Nummer-eins-Country-Hits in den USA                                                                         | 1949 →                                         |
| \| Zeitraum \| Wo. ges. \| Interpret \| Titel Autor(en) \| Zusätzliche Informationen \| \| (Zeitraum, Wochen auf Platz eins, Interpret, Titel, Autor[en], zusätzliche Informationen) \| \| \| \| \| \| ----------------------------------------------------------------------------------------- \| -------- \| ------------------------------------ \| ------------------------------------------------------------------------------------------------------------------------ \| ---------------------------------------------- \| \| 27. Dezember 1947 – 2. April 1948 14 Wochen (insgesamt 21) \| 21 \| Eddy Arnold & His Tennessee Plowboys \| I’ll Hold You in My Heart (Till I Can Hold You in My Arms)[2] Eddy Arnold, Hall Horton, Thomas C. Dilbeck \| - \| \| 3. April 1948 – 4. Juni 1948 9 Wochen (insgesamt 9) \| 9 \| Eddy Arnold & His Tennessee Plowboys \| Anytime[3] Herbert Happy Lawson \| Cover-Version des Originals aus dem Jahr 1921. \| \| 5. Juni 1948 – 18. Juni 1948 2 Wochen (insgesamt 2) \| 2 \| Eddy Arnold & His Tennessee Plowboys \| Texarkana Baby[4] Cottonseed Clark, Fred Rose \| - \| \| 19. Juni 1948 – 2. Juli 1948 2 Wochen (insgesamt 2) \| 2 \| Eddy Arnold & His Tennessee Plowboys \| Bouquet of Roses[5] Steve Nelson, Bob Hilliard \| B-Seite von Texarkana Baby \| \| 3. Juli 1948 – 9. Juli 1948 1 Woche (insgesamt 3) \| 3 \| Eddy Arnold & His Tennessee Plowboys \| Texarkana Baby Cottonseed Clark, Fred Rose \| - \| \| 10. Juli 1948 – 8. Oktober 1948 13 Wochen (insgesamt 15) \| 15 \| Eddy Arnold & His Tennessee Plowboys \| Bouquet of Roses Steve Nelson, Bob Hilliard \| - \| \| 9. Oktober 1948 – 12. November 1948 5 Wochen (insgesamt 5) \| 5 \| Eddy Arnold & His Tennessee Plowboys \| Just a Little Lovin' (Will Go a Long Way)[6] Eddy Arnold, Zeke Clements \| - \| \| 13. November 1948 – 19. November 1948 1 Woche (insgesamt 16) \| 16 \| Eddy Arnold & His Tennessee Plowboys \| Bouquet of Roses Steve Nelson, Bob Hilliard \| - \| \| 20. November 1948 – 26. November 1948 1 Woche (insgesamt 6) \| 6 \| Eddy Arnold & His Tennessee Plowboys \| Just a Little Lovin' (Will Go a Long Way) Eddy Arnold, Zeke Clements \| - \| \| 27. November 1948 – 3. Dezember 1948 1 Woche (insgesamt 7/1) \| 7/1 \| Jimmy Wakely \| Just a Little Lovin' (Will Go a Long Way) One Has My Name (The Other Has My Heart)[7] Eddie Dean, Hal Blair, Dearest Dan \| - \| \| 4. Dezember 1948 – 24. Dezember 1948 3 Wochen (insgesamt 4) \| 4 \| Jimmy Wakely \| One Has My Name (The Other Has My Heart) Eddie Dean, Hal Blair, Dearest Dan \| - \| \| 25. Dezember 1948 – 31. Dezember 1948 1 Woche (insgesamt 17) \| 17 \| Eddy Arnold & His Tennessee Plowboys \| Bouquet of Roses Steve Nelson, Bob Hilliard \| - \| |                                               |                                               | |                                                |
| ← 1947 |                                               |                                               | | → 1949 →                                       |
| Zeitraum | Wo. ges.                                      | Interpret                                     | Titel Autor(en) | Zusätzliche Informationen                      |
| (Zeitraum, Wochen auf Platz eins, Interpret, Titel, Autor[en], zusätzliche Informationen) |                                               |                                               | |                                                |
| 27. Dezember 1947 – 2. April 1948 14 Wochen (insgesamt 21) | 21                                            | Eddy Arnold & His Tennessee Plowboys          | I’ll Hold You in My Heart (Till I Can Hold You in My Arms) Eddy Arnold, Hall Horton, Thomas C. Dilbeck                | -                                              |
| 3. April 1948 – 4. Juni 1948 9 Wochen (insgesamt 9) | 9                                             | Eddy Arnold & His Tennessee Plowboys          | Anytime Herbert Happy Lawson                                                                                          | Cover-Version des Originals aus dem Jahr 1921. |
| 5. Juni 1948 – 18. Juni 1948 2 Wochen (insgesamt 2) | 2                                             | Eddy Arnold & His Tennessee Plowboys          | Texarkana Baby Cottonseed Clark, Fred Rose                                                                            | -                                              |
| 19. Juni 1948 – 2. Juli 1948 2 Wochen (insgesamt 2) | 2                                             | Eddy Arnold & His Tennessee Plowboys          | Bouquet of Roses Steve Nelson, Bob Hilliard                                                                           | B-Seite von Texarkana Baby                     |
| 3. Juli 1948 – 9. Juli 1948 1 Woche (insgesamt 3) | 3                                             | Eddy Arnold & His Tennessee Plowboys          | Texarkana Baby Cottonseed Clark, Fred Rose                                                                            | -                                              |
| 10. Juli 1948 – 8. Oktober 1948 13 Wochen (insgesamt 15) | 15                                            | Eddy Arnold & His Tennessee Plowboys          | Bouquet of Roses Steve Nelson, Bob Hilliard                                                                           | -                                              |
| 9. Oktober 1948 – 12. November 1948 5 Wochen (insgesamt 5) | 5                                             | Eddy Arnold & His Tennessee Plowboys          | Just a Little Lovin' (Will Go a Long Way) Eddy Arnold, Zeke Clements                                                  | -                                              |
| 13. November 1948 – 19. November 1948 1 Woche (insgesamt 16) | 16                                            | Eddy Arnold & His Tennessee Plowboys          | Bouquet of Roses Steve Nelson, Bob Hilliard                                                                           | -                                              |
| 20. November 1948 – 26. November 1948 1 Woche (insgesamt 6) | 6                                             | Eddy Arnold & His Tennessee Plowboys          | Just a Little Lovin' (Will Go a Long Way) Eddy Arnold, Zeke Clements                                                  | -                                              |
| 27. November 1948 – 3. Dezember 1948 1 Woche (insgesamt 7/1) | 7/1                                           | Jimmy Wakely                                  | Just a Little Lovin' (Will Go a Long Way) One Has My Name (The Other Has My Heart) Eddie Dean, Hal Blair, Dearest Dan | -                                              |
| 4. Dezember 1948 – 24. Dezember 1948 3 Wochen (insgesamt 4) | 4                                             | Jimmy Wakely                                  | One Has My Name (The Other Has My Heart) Eddie Dean, Hal Blair, Dearest Dan                                           | -                                              |
| 25. Dezember 1948 – 31. Dezember 1948 1 Woche (insgesamt 17) | 17                                            | Eddy Arnold & His Tennessee Plowboys          | Bouquet of Roses Steve Nelson, Bob Hilliard                                                                           | -                                              |

## Best Selling Retail Folk Records
| ← 1947 ← | Liste der Nummer-eins-Country-Hits in den USA | Liste der Nummer-eins-Country-Hits in den USA | Liste der Nummer-eins-Country-Hits in den USA                                         | 1949 →                    |
| \| Zeitraum \| Wo. ges. \| Interpret \| Titel Autor(en) \| Zusätzliche Informationen \| \| (Zeitraum, Wochen auf Platz eins, Interpret, Titel, Autor[en], zusätzliche Informationen) \| \| \| \| \| \| ----------------------------------------------------------------------------------------- \| -------- \| ------------------------------------ \| ---------------------------------------------------------------------------------------- \| ------------------------- \| \| 15. Mai 1948 – 4. Juni 1948 3 Wochen (insgesamt 3) \| 3 \| Eddy Arnold & His Tennessee Plowboys \| Anytime Herbert Happy Lawson \| - \| \| 5. Juni 1948 – 11. Juni 1948 1 Woche (insgesamt 1) \| 1 \| Eddy Arnold & His Tennessee Plowboys \| Bouquet of Roses Steve Nelson, Bob Hilliard \| - \| \| 12. Juni 1948 – 18. Juni 1948 1 Woche (insgesamt 1) \| 1 \| Eddy Arnold & His Tennessee Plowboys \| Texarkana Baby Cottonseed Clark, Fred Rose \| - \| \| 19. Juni 1948 – 17. September 1948 13 Wochen (insgesamt 14) \| 14 \| Eddy Arnold & His Tennessee Plowboys \| Bouquet of Roses Steve Nelson, Bob Hilliard \| - \| \| 18. September 1948 – 24. September 1948 1 Woche (insgesamt 1) \| 1 \| Eddy Arnold & His Tennessee Plowboys \| Just a Little Lovin' (Will Go a Long Way) Eddy Arnold, Zeke Clements \| - \| \| 25. September 1948 – 8. Oktober 1948 2 Wochen (insgesamt 16) \| 16 \| Eddy Arnold & His Tennessee Plowboys \| Bouquet of Roses Steve Nelson, Bob Hilliard \| - \| \| 9. Oktober 1948 – 15. Oktober 1948 1 Woche (insgesamt 2) \| 2 \| Eddy Arnold & His Tennessee Plowboys \| Just a Little Lovin' (Will Go a Long Way) Eddy Arnold, Zeke Clements \| - \| \| 16. Oktober 1948 – 22. Oktober 1948 1 Woche (insgesamt 17) \| 17 \| Eddy Arnold & His Tennessee Plowboys \| Bouquet of Roses Steve Nelson, Bob Hilliard \| - \| \| 23. Oktober 1948 – 29. Oktober 1948 1 Woche (insgesamt 3) \| 3 \| Eddy Arnold & His Tennessee Plowboys \| Just a Little Lovin' (Will Go a Long Way) Eddy Arnold, Zeke Clements \| - \| \| 30. Oktober 1948 – 5. November 1948 1 Woche (insgesamt 18) \| 18 \| Eddy Arnold & His Tennessee Plowboys \| Bouquet of Roses Steve Nelson, Bob Hilliard \| - \| \| 6. November 1948 – 12. November 1948 1 Woche (insgesamt 4) \| 4 \| Eddy Arnold & His Tennessee Plowboys \| Just a Little Lovin' (Will Go a Long Way) Eddy Arnold, Zeke Clements \| - \| \| 13. November 1948 – 19. November 1948 1 Woche (insgesamt 1) \| 1 \| Jimmy Wakely \| One Has My Name (The Other Has My Heart) Eddie Dean, Hal Blair, Dearest Dan \| - \| \| 20. November 1948 – 26. November 1948 1 Woche (insgesamt 19) \| 19 \| Eddy Arnold & His Tennessee Plowboys \| Bouquet of Roses Steve Nelson, Bob Hilliard \| - \| \| 27. November 1948 – 24. Dezember 1948 4 Wochen (insgesamt 1) \| 1 \| Jimmy Wakely \| One Has My Name (The Other Has My Heart) Eddie Dean, Hal Blair, Dearest Dan \| - \| \| 25. Dezember 1948 – 31. Dezember 1948 1 Woche (insgesamt 1) \| 1 \| Eddy Arnold & His Tennessee Plowboys \| A Heart Full of Love (For a Handful of Kisses)[8] Eddy Arnold, Steve Nelson, Ray Soehnel \| - \| |                                               |                                               |                                                                                       |                           |
| ← 1947 |                                               |                                               |                                                                                       | → 1949 →                  |
| Zeitraum | Wo. ges.                                      | Interpret                                     | Titel Autor(en)                                                                       | Zusätzliche Informationen |
| (Zeitraum, Wochen auf Platz eins, Interpret, Titel, Autor[en], zusätzliche Informationen) |                                               |                                               |                                                                                       |                           |
| 15. Mai 1948 – 4. Juni 1948 3 Wochen (insgesamt 3) | 3                                             | Eddy Arnold & His Tennessee Plowboys          | Anytime Herbert Happy Lawson                                                          | -                         |
| 5. Juni 1948 – 11. Juni 1948 1 Woche (insgesamt 1) | 1                                             | Eddy Arnold & His Tennessee Plowboys          | Bouquet of Roses Steve Nelson, Bob Hilliard                                           | -                         |
| 12. Juni 1948 – 18. Juni 1948 1 Woche (insgesamt 1) | 1                                             | Eddy Arnold & His Tennessee Plowboys          | Texarkana Baby Cottonseed Clark, Fred Rose                                            | -                         |
| 19. Juni 1948 – 17. September 1948 13 Wochen (insgesamt 14) | 14                                            | Eddy Arnold & His Tennessee Plowboys          | Bouquet of Roses Steve Nelson, Bob Hilliard                                           | -                         |
| 18. September 1948 – 24. September 1948 1 Woche (insgesamt 1) | 1                                             | Eddy Arnold & His Tennessee Plowboys          | Just a Little Lovin' (Will Go a Long Way) Eddy Arnold, Zeke Clements                  | -                         |
| 25. September 1948 – 8. Oktober 1948 2 Wochen (insgesamt 16) | 16                                            | Eddy Arnold & His Tennessee Plowboys          | Bouquet of Roses Steve Nelson, Bob Hilliard                                           | -                         |
| 9. Oktober 1948 – 15. Oktober 1948 1 Woche (insgesamt 2) | 2                                             | Eddy Arnold & His Tennessee Plowboys          | Just a Little Lovin' (Will Go a Long Way) Eddy Arnold, Zeke Clements                  | -                         |
| 16. Oktober 1948 – 22. Oktober 1948 1 Woche (insgesamt 17) | 17                                            | Eddy Arnold & His Tennessee Plowboys          | Bouquet of Roses Steve Nelson, Bob Hilliard                                           | -                         |
| 23. Oktober 1948 – 29. Oktober 1948 1 Woche (insgesamt 3) | 3                                             | Eddy Arnold & His Tennessee Plowboys          | Just a Little Lovin' (Will Go a Long Way) Eddy Arnold, Zeke Clements                  | -                         |
| 30. Oktober 1948 – 5. November 1948 1 Woche (insgesamt 18) | 18                                            | Eddy Arnold & His Tennessee Plowboys          | Bouquet of Roses Steve Nelson, Bob Hilliard                                           | -                         |
| 6. November 1948 – 12. November 1948 1 Woche (insgesamt 4) | 4                                             | Eddy Arnold & His Tennessee Plowboys          | Just a Little Lovin' (Will Go a Long Way) Eddy Arnold, Zeke Clements                  | -                         |
| 13. November 1948 – 19. November 1948 1 Woche (insgesamt 1) | 1                                             | Jimmy Wakely                                  | One Has My Name (The Other Has My Heart) Eddie Dean, Hal Blair, Dearest Dan           | -                         |
| 20. November 1948 – 26. November 1948 1 Woche (insgesamt 19) | 19                                            | Eddy Arnold & His Tennessee Plowboys          | Bouquet of Roses Steve Nelson, Bob Hilliard                                           | -                         |
| 27. November 1948 – 24. Dezember 1948 4 Wochen (insgesamt 1) | 1                                             | Jimmy Wakely                                  | One Has My Name (The Other Has My Heart) Eddie Dean, Hal Blair, Dearest Dan           | -                         |
| 25. Dezember 1948 – 31. Dezember 1948 1 Woche (insgesamt 1) | 1                                             | Eddy Arnold & His Tennessee Plowboys          | A Heart Full of Love (For a Handful of Kisses) Eddy Arnold, Steve Nelson, Ray Soehnel | -                         |